# Elano
Elano Blumer (* 14. Juni 1981 in Iracemápoliso) ist ein ehemaliger brasilianischer Fußballspieler und aktiver Fußballtrainer.

## Karriere als Spieler

### Verein
Elano begann seine Profikarriere 1998 in seinem Heimatland bei Guarani FC. Bald darauf wechselte der Offensivspieler zu AA Internacional, wo es ihn aber nur kurz hielt, ehe es ihn zum Pelé-Klub FC Santos zog. Dort spielte er zusammen mit seinen späteren Nationalmannschaftskollegen wie Robinho, Diego und Alex. Beim FCS fügte sich Elano schnell ein und wurde Stammkraft. 2004 konnte er mit dem Klub die Campeonato Brasileiro de Futebol und damit den ersten Titel in seiner Karriere gewinnen. Seine guten Leistungen brachten ihn in die Notizblöcke europäischer Scouts. Er wagte schließlich 2004 nach Europa und unterschrieb beim ukrainischen Erstligisten Schachtar Donezk. Beim Osteuropäischen Klub hatte es der Mittelfeldspieler zu Beginn schwer. Oft war er nur Zuschauer und kam im ersten Jahr auf nur 13 Ligaeinsätze. In der Folgespielzeit entwickelte sich Elano zu einem Schlüsselspieler im Team. Seine guten Auftritte brachten ihn 2006 zudem erstmals in den Fokus der Nationalmannschaft und er wurde der erste Brasilianer, der nach Leistungen in der ukrainischen Premjer-Liha zu seinem Debüt in der brasilianischen Nationalmannschaft kam.
In der Sommerpause 2007 wechselte Elano zu Manchester City. Dort erhielt Elano einen Vier-Jahres-Vertrag. Zum ersten Spieltag der Saison 2007/08 gab er sein Premier-League-Debüt gegen West Ham United. Auf Anhieb schaffte er den Sprung in die Stammelf, obwohl er mit Spielern wie Geovanni, Dietmar Hamann, Stephen Ireland, Michael Johnson und Martin Petrow konkurrieren musste. Sein erstes Ligator für ManCity erzielte der offensive Brasilianer am 29. September 2007 gegen Newcastle United. In den kommenden beiden Spielen gegen den FC Middlesbrough und Birmingham City gelangen Elano drei weitere Treffer. Mit insgesamt acht Toren in jener Spielzeit war er bester Torschütze des Klubs. Wegen einer Reise mit der Nationalmannschaft kehrte Elano erst verspätet in die Vorbereitung zur Spielzeit 2008/09. Trotzdem kam er gut in die Saison. Wegen der Neuverpflichtungen von Shaun Wright-Phillips, Vincent Kompany und Robinho hatte er jedoch einen schweren Stand im Team von Mark Hughes. Zwar kam Elano auf 28 Ligapartien, wurde aber neunzehn Mal nur ein- oder ausgewechselt. Trotzdem erzielte er sechs Treffer und war bester Schütze hinter Robinho und Stephen Ireland.
Zur Saison 2009/10 wechselte Elano zu Galatasaray Istanbul in die Türkei. Am 20. August 2009 gab er sein Pflichtspieldebüt in der Qualifikation zur UEFA Europa League gegen den estnischen Klub FC Levadia Tallinn. Beim 5:0-Erfolg wechselte ihn Trainer Frank Rijkaard in der 69. Minute für Milan Baroš ein. In der türkischen Süper Lig kam der Mittelfeldspieler bereits drei Tage später zu seiner ersten Partie. Nachdem er zur Halbzeit eingewechselt wurde, gelang ihm der zwischenzeitliche Treffer zum 3:1 beim 4:1-Sieg gegen Kayserispor. Fortan baute Trainer Rijkaard intensiv auf den Brasilianer.
Am 30. November 2010 wechselte Elano für 2,9 Mio. Euro zum FC Santos. Er war zusammen mit Liédson (SC Corinthians) der erfolgreichste Torschütze in der Campeonato Paulista 2011.
Am 8. Juli 2012 wurde er zum Grêmio FBPA transferiert. Im Gegenzug dazu wechselte der argentinische Stürmer Ezequiel Miralles zum FC Santos. Elano unterzeichnete einen Drei-Jahres-Vertrag in Porto Alegre. 2014 wurde er an CR Flamengo ausgeliehen. Allerdings kehrte er im August 2014 zu Grêmio zurück. Kurze Zeit später wurde sein Vertrag aufgelöst.
Im September 2014 unterzeichnete er einen Vertrag beim indischen ISL-Franchise Chennaiyin FC. Dort ist er als Marquee Player des Teams unter Vertrag. Dies bedeutet, dass er als wichtigster Spieler der Mannschaft gilt. Im ersten Spiel für den Chennaiyin FC am 15. Oktober 2014 erzielte er ein Tor.

### Nationalmannschaft
Seine Länderspielpremiere im Dress Brasiliens feierte Elano am 13. Oktober 2004 gegen Kolumbien. Der damalige Auswahltrainer Carlos Alberto Parreira wechselte ihn in der 58. Minute des Spiels für Alex ein. Die Begegnung endete 0:0. Sein erstes und sein zweites Tor in der brasilianischen Nationalmannschaft schoss er am 3. September 2006 im Freundschaftsspiel gegen Argentinien beim 3:0-Erfolg. 2007 kam Elano zu seiner ersten Nominierung für einen Wettbewerb, als er im Aufgebot der Seleção für die Copa América in Venezuela stand.
Die Mannschaft kämpfte sich bis in das Finale, wo man auf Argentinien traf. Elano, der in der Startformation stand, wurde jedoch bereits in der 34. Minute gegen Dani Alves ausgewechselt. Sein Team gewann sicher mit 3:0. Zwei Jahre später war der Mittelfeldspieler Teil der Mannschaft, die den Konföderationen-Pokal 2009 gewinnen konnte. Im Turnierverlauf kam Elano allerdings nur auf zwei Einsätze. Nachdem Elano während der Qualifikation zur WM-Endrunde 2010 regelmäßig auflief, berief ihn Trainer Carlos Dunga im Mai 2010 in den Kader der Brasilianer.
Während des gesamten Turniers kam der Mittelfeldspieler allerdings nur zu zwei Partien, wobei ihm zwei Treffer gelangen. Nachdem Elano im zweiten Vorrundenspiel gegen die Elfenbeinküste verletzt ausgeschieden war, musste er ersetzt werden. Im Viertelfinale schied das Team gegen die Niederlande aus. Nach der für die brasilianische A-Nationalmannschaft enttäuschend verlaufenden WM in Südafrika, war Elano einer der wenigen erfahrenen Akteure unter Neu-Trainer Mano Menezes, der noch regelmäßig ins brasilianische Aufgebot berufen wurde. Im Sommer 2011 wurde der Mittelfeldspieler für die Copa América in Argentinien nominiert.

## Karriere als Trainer
Levir Culpi schied als Trainer beim FC Santos am 27. Oktober 2017 aus. Dieses geschah nach dem 31. Spieltag der Meisterschaftsrunde 2017. Die Mannschaft lag zu dem Zeitpunkt auf Tabellenplatz drei. Elano übernahm daraufhin die Mannschaft für die letzten sieben Spieltage bis Saisonende. Eine darüber hinaus gehende Beschäftigung wurde ihm nicht in Aussicht gestellt.
Im August 2019 wurde als Trainer von AA Internacional (Limeira) vorgestellt. Er sollte den Klub für die Spiele in der Staatsmeisterschaft von São Paulo 2020 betreuen.
Nachdem Ausscheiden des Klubs aus dem Wettbewerb in der Gruppenphase Anfang August war Elano zunächst ohne Anstellung. Ende des Monats nahm er das Angebot des Série B Klubs Figueirense FC an. Dieser hatte seinen Trainer Márcio Coelho am fünften Spieltag der Série B 2020 entlassen. Am 13. November des Jahres wurde sein Vertrag mit dem Klub nach dem 21. Spieltag gekündigt. Der Klub lag zu dem Zeitpunkt auf Rang 18, einem Abstiegsplatz.
Am 27. April gab die |Associação Ferroviária de Esportes bekannt, Elano als neuen Trainer verpflichtet zu haben. Ein knappes Jahr später, am 23. März 2022, wurde er freigestellt, nachdem sein Klub in einem Spiel in der Staatsmeisterschaft 2022 ausschied.
Am 20. Juli 2022 übernahm Elano den Náutico Capibaribe, um diesen in der Série B 2022 zu betreuen. Der Klub hatte drei Tage zuvor seinen Trainer nach dem 18. Spieltag, auf Platz 18 liegend, entlassen. Bereits nach dem 25. Spieltag, am 21. August 2022, wurde Elano wieder entlassen. Der Klub war auf den letzten Platz abgerutscht und Elano konnte nur einen Sieg in sechs Spielen aufweisen. 

## Erfolge
Nationalmannschaft
- Copa America: 2007
- Konföderationen-Pokal: 2009

Verein
- Copa Libertadores: 2011
- Brasilianischer Meister: 2002, 2004
- Ukrainischer Meister: 2005, 2006
- Ukrainischer Super Cup: 2005
- Staatsmeisterschaft von São Paulo: 2011, 2012, 2015

## Auszeichnungen
- Torschützenkönig der Indian Super League 2014